# 她的故事
《她的故事》是萨姆·巴洛设计开发的电影游戏。游戏于2015年6月24日登陆Microsoft Windows、OS X和iOS平台，6月25日登陆Android平台。在游戏中，玩家须筛选出虚构警察审讯片段数据库视频，以解决一名男子失踪的案件。审讯聚焦于由英国音乐人薇娃·塞弗特饰演的男子妻子汉娜·史密斯。
本作是巴洛离开Climax Studios转型为独立开发人的首个项目。他希望开发一款仰赖剧情的游戏，直至想出可行的概念才着手创作。巴洛最终决定打造警方程序游戏，融入全动态影像。为此，他观看了现存的警方采访，展开研究。期间，他发现了嫌犯回答中有重复的主题，便决定将歧义纳入游戏的调查中。
一经发行，游戏便获得许多评论家的称赞，尤其是叙事、角色表现和突破传统的游戏机制方面。游戏售出10万多份，获多项年终奖提名，包括众多游戏媒体的年终游戏奖。

## 玩法
《她的故事》是一款互动式电影游戏，聚焦于七段1994年的警方审讯。游戏开头，一台装有数个文件和程序的旧台式机呈现在玩家面前，内置解释游戏机制的教学文本文档。在桌面上自动打开的程序“L.O.G.I.C. Database”允许玩家搜索并排列数据库内的271条视频短片。短片是警方对英国女子汉娜·史密斯（Hannah Smith）的审讯，但无法观看全片，玩家只能观看片段。汉娜在审讯中回答未出镜警探的未知问题，玩家须破译答案的内容。汉娜的回答已完成转录，玩家需用转录的词汇搜索数据库寻找短片。玩家选择短片时，需输入筛选搜索结果的标签。而桌面上的数据库检查器程序，则允许玩家重播看过的短片，短片看過后，数据库检查器内的红框变绿。桌面还出现改编自战略棋盘游戏《黑白棋》的小游戏《镜子游戏》（Mirror Game）。

## 剧情
审讯录像展现一名声称丈夫西蒙失踪的女子汉娜·史密斯（薇娃·塞弗特 饰）。后来据证实西蒙（Simon）遇害。汉娜承认两人关系紧张，但吵架后她去了格拉斯哥，因而有不在场证明。随着审讯的多个细节批露出來，發現“汉娜”实际上是两名同卵双生双胞胎女子汉娜和伊娃（Eve）。当时接生的助产士弗洛伦丝是一位退伍军人遗孀，她想要个孩子，但不想再婚，便谎称伊娃夭折，把伊娃带回自家抚养。8年以来，双胞胎并不知道彼此的存在，直至有一天，弗洛伦丝不幸滑下楼梯身亡，伊娃才从她的日记中发现了事情的真相。伊娃去到汉娜家，汉娜把她藏在她家的阁楼上，她们决定以一个人的身份保存一本共同的日记及一套以“汉娜”的身份定义她们行为的规则。
汉娜最终开始跟玻璃工同事西蒙约会。汉娜打破姐妹俩的规矩，与西蒙睡觉时搞大了肚子。按照规则，伊娃也应该怀孕，这样姊妹两人看上去才会一样，但她拼尽全力都未能如愿怀孕。8个月的时候，汉娜流产。多年后，西蒙在酒吧碰到伊芙。两人开始了外遇，伊娃怀孕，而汉娜由于流产的并发症却不孕。姐妹俩生日当天，西蒙送给汉娜一面手工定制的镜子，但汉娜透露她有一个怀孕的姐妹，他是孩子的父亲时，两人陷入争吵。第二天，伊娃与他吵架后离开格拉斯哥。汉娜戴着伊芙的假发跟西蒙会面。西蒙并不知道她是汉娜，送给她另一面镜子。怒不可遏的汉娜打碎镜子，但飞溅的镜子碎片意外射进西蒙的喉咙，杀死了他。伊娃回家后，两人一致同意藏匿西蒙的尸体，利用伊芙去格拉斯哥作为不在场证明。审讯最后，伊娃指出汉娜“已失踪”，要求跟律师讲话。
玩家足以揭开故事真相时，会有对话框询问玩家是否完成解谜，一旦作出肯定回答，就会透露玩家是伊娃的女儿莎拉（Sarah）。对话问莎拉是否理解母亲的行为，并要求莎拉到外面见她。

## 开发

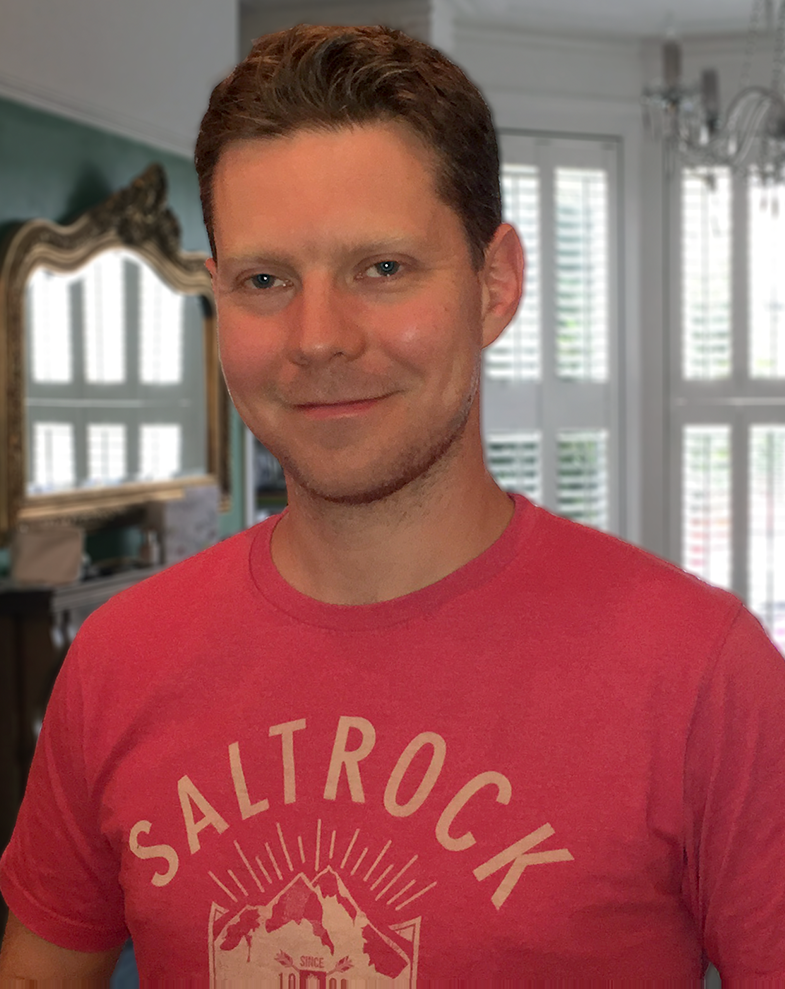
萨姆·巴洛离开Climax Studios后成为独立电子游戏开发，创作《她的故事》。

本作由此前在Climax Studios参与《寂静岭：起源》（2007）和《寂静岭：破碎记忆》（2009）等游戏创作的萨姆·巴洛开发。供职于Climax Studios，巴洛便萌生了警方角度游戏的概念，但为了开发出的游戏“扎根于剧情”，便决定成为独立制作人。开发商把厨槽现实主义作为拒绝游戏推销的主要原因让巴洛深感沮丧，他发现独立能让他创作属于自己的互动式电影游戏作品。早在玩过《漫漫旅途》和《80days》等游戏后，他还希望独立。直至想出可行的概念，他从着手开发。他表示：“如果做一部探索式恐怖游戏，我可能完成得很轻松......不过我清楚，预算原因可能会带来巨大的妥协。”巴洛将他的积蓄投入到游戏的制作中，留给他一年的开发时间。随后他构思游戏的概念，认为它应聚焦于“温馨的环境、对白和任务互动”，而这是大作经常回避的方面。1999年，他的游戏《走道》受到源源不断的支持后，创作本作的想法灵光一闪。提到本作打破游戏惯例的办法时，巴洛将本作与电影创作运动道格玛95和阿尔弗雷德·希区柯克1948年电影作品《夺魂索》相比。
游戏获得Steam青睐之光项目支持及Indie Fund群众募资，于2015年6月24日登录Microsoft Windows、OS X和iOS平台。巴洛本想全平台同步发行游戏，但对玩家的反应不太确定。他表示：“如果我只在一个平台发行，就会失去许多潜在的观众。”在移动设备上游玩本作，对他来说是“‘沙发式’体验”。他也指出移动设备经常用来看视频上网，在这上面发行游戏“很正常”，而游戏玩法更是利用了相类似的任务。让他对在移动平台上发布游戏疑虑的是，iPhone的640×480像素比800×600要小。然而一番测试过后的好评鼓励他在移动平台发行。开发几近完成时，游戏测试进行，使得巴洛“平衡了某些方面”，“一同润色了物件”。Android版于2016年6月29日发布。游戏运行于Unity游戏引擎。

### 玩法设计

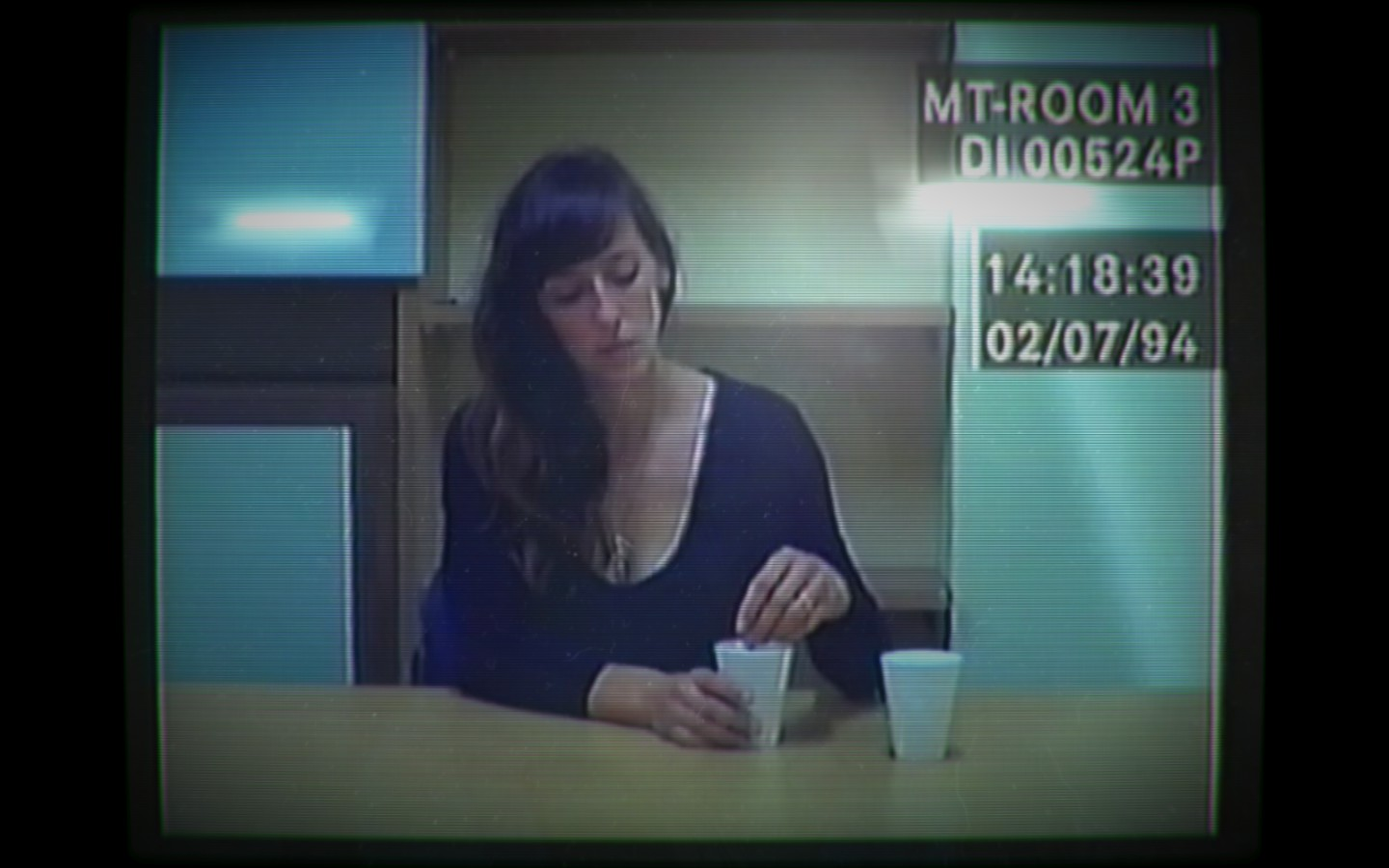
将演员表演转化成游戏引擎的技术挑战让巴洛感到失望后，他决定将真人动画镜头加入游戏

巴洛的最开始的想法是创作一款警方审讯题材的游戏，却“并不清楚确切的做法”。之后他设想加入真实的录像和利用数据库界面查阅录像的能力。他表示界面“一部分是Apple II，一部分是Windows 3.1，一部分是Windows 98”。界面设计的灵感源于巴洛对警察游戏流派的赞赏，他表示“让计算机本身成为游戏中道具的这一想法非常简明。”他还比较了游戏中的搜索机制和Google，希望实现“玩家本质上用谷歌搜索”的构想。游戏概念受电视连续剧《情理法的春天》启发，巴洛发现他所刻画的警方询问是“侦探的角斗场”。巴洛故意“稍微拉长”游戏的开场画面，及时提醒玩家将要遵循缓慢的节奏。
创作游戏的灵感源于巴洛对同类侦探游戏的失望，他认为《黑色洛城》从未让他感觉自己像“察颜观色且思维缜密的优秀侦探”，表示《逆转裁判》系列“死板”。巴洛着手开发游戏时加入更多传统的游戏概念，但随着开发的进展，游戏机制愈发简练。最初的计划是让玩家朝着最终的解决方案努力，直至破解案件。不过，当巴洛在现存的已定罪谋杀犯克里斯托弗·帕尔科询问笔录中测试了这一概念时，才开始探寻从询问中浮现的主题，尤其是跟帕尔科审判的一大关键因素钱有关的概念。他记下这一主题和线索重复出现的概念，决定在开发时“超越明显照本宣科的元素”。他认为侦查的模糊性催生出剧情的吸引力，还比较了游戏与他在开发后期听过的播客《Serial》。他指出，“人们偏向于某些解释......让它变得有趣的元素便是它存活于你的想象中的程度”。

### 剧情与角色

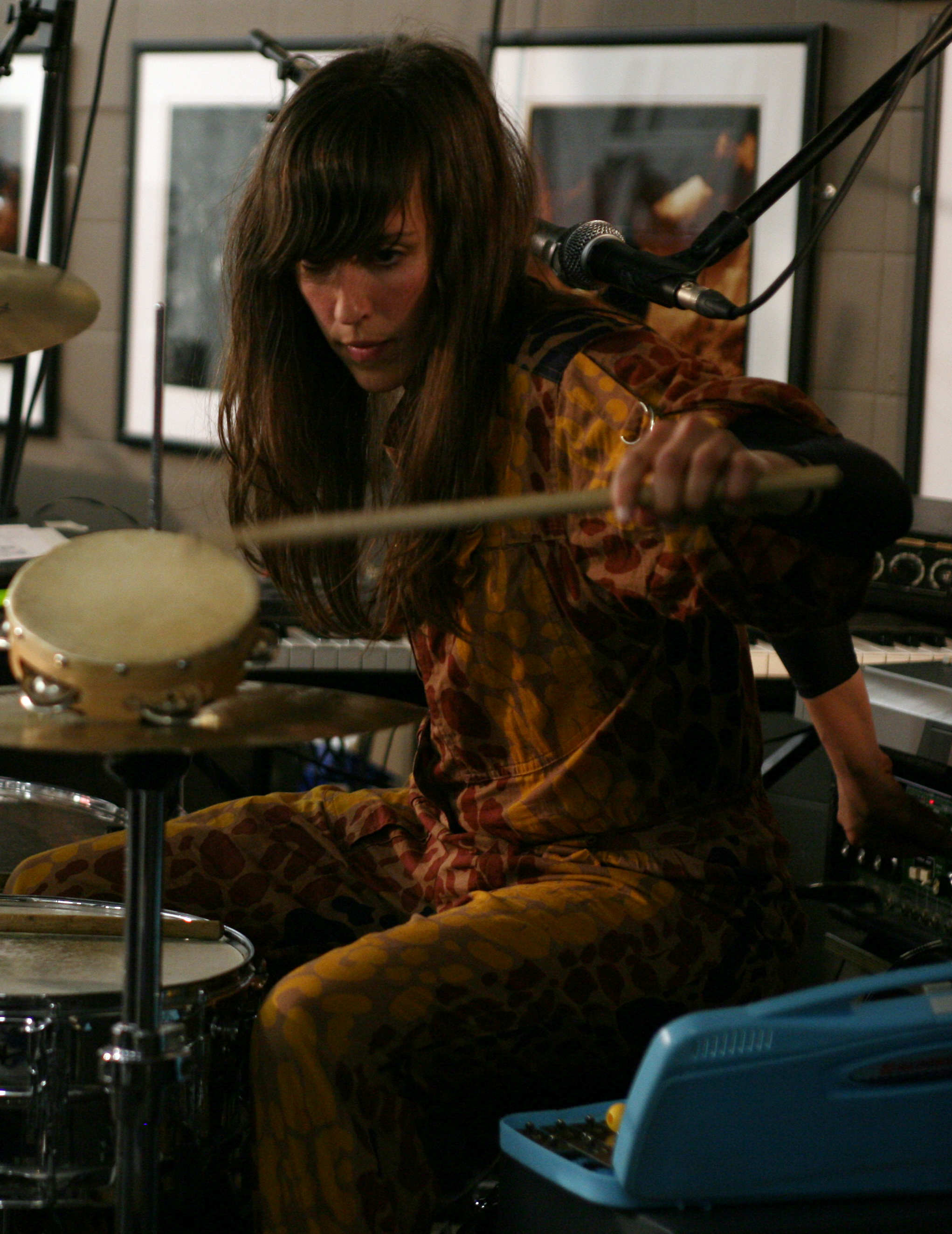
音乐人薇娃·塞弗特當选游戏主角扮演者，此前她曾参与巴洛已取消作品《凯恩的遗产：迟暮艳阳》的创作

巴洛对他此前的项目，尤其是将演员表演转制成游戏引擎的技术挑战感到懊恼后，决定将真人画面加入游戏。尽管预算较多，巴洛还是很享受供职于Climax Studio时亲自寻找游戏演员的经历。他利用《凯恩的遗产：迟暮艳阳》取消前一年的间歇期联系到薇娃·塞弗特。他认为塞弗特“非常擅长于理解台词，在表演中直观拉动潜台词”，这让他深信她是游戏的“完美”之选。巴洛吩咐塞弗特去试镜时，寄给她一本300页的剧本。他设法改变字体大小和部分对话，将台词本缩减至80页。塞弗特在拍摄中途便开始感受到压力，意识到“整部游戏都压在”她的表演上。她表示拍戏“很紧张”，“相当疲惫”，感觉自己被巴洛“暗中认真检查”，这有助于她的表演。巴洛还认为紧张感对塞弗特的表演十分有利，这出自为了达到最佳的表演效果经常扰乱演员的导演希区柯克。塞弗特认为表演中的细微差别可能给玩家“增加一些”巴洛没预料到的“曲折”。七段警方审讯大致按时间顺序拍摄了五天，这一过程在巴洛看来是“自然的”。巴洛亲自前往塞弗特老家康沃尔郡拍戏。他认为寻找审讯室去景点是制作中最简单的环节，“外观蹩脚的房间随处可见”，而镜头是在特鲁罗议会大楼拍摄的。拍完后，巴洛希望给视频加入一些1994年拍摄的效果，却发现数字滤波器无法正确截取这一时间框架。于是在视频数字化转制入游戏前，代用两个VHS播放器录制画面，营造缺陷。
拍摄期间，巴洛扮演警探询问塞弗特所演角色的剧本问题，但他没在游戏中露面。在观看警方询问研究时，巴洛发现与受访者产生了共鸣，这激发他在游戏中排除警探。他表示，询问的典型特征是“两边不得罪”，其中警探“要假装成最好的朋友”。巴洛将警探从游戏中排除，赋予了塞弗特角色权力，使玩家感同身受。为游戏展开研究时，巴洛研讨了特拉维斯·亚历山大谋杀案的有关卷宗，认为女性谋杀犯应对审讯的办法表明她们“往往变得恋物，更容易原形毕露”。这一点在巴洛研究凯丽·安东尼和阿曼达·诺克斯的询问后，进一步得到证实。他认为媒体评论时常忽略调查证据，而非着眼于嫌犯在询问中的表述。巴洛继续研究心理学教材和语言运用。

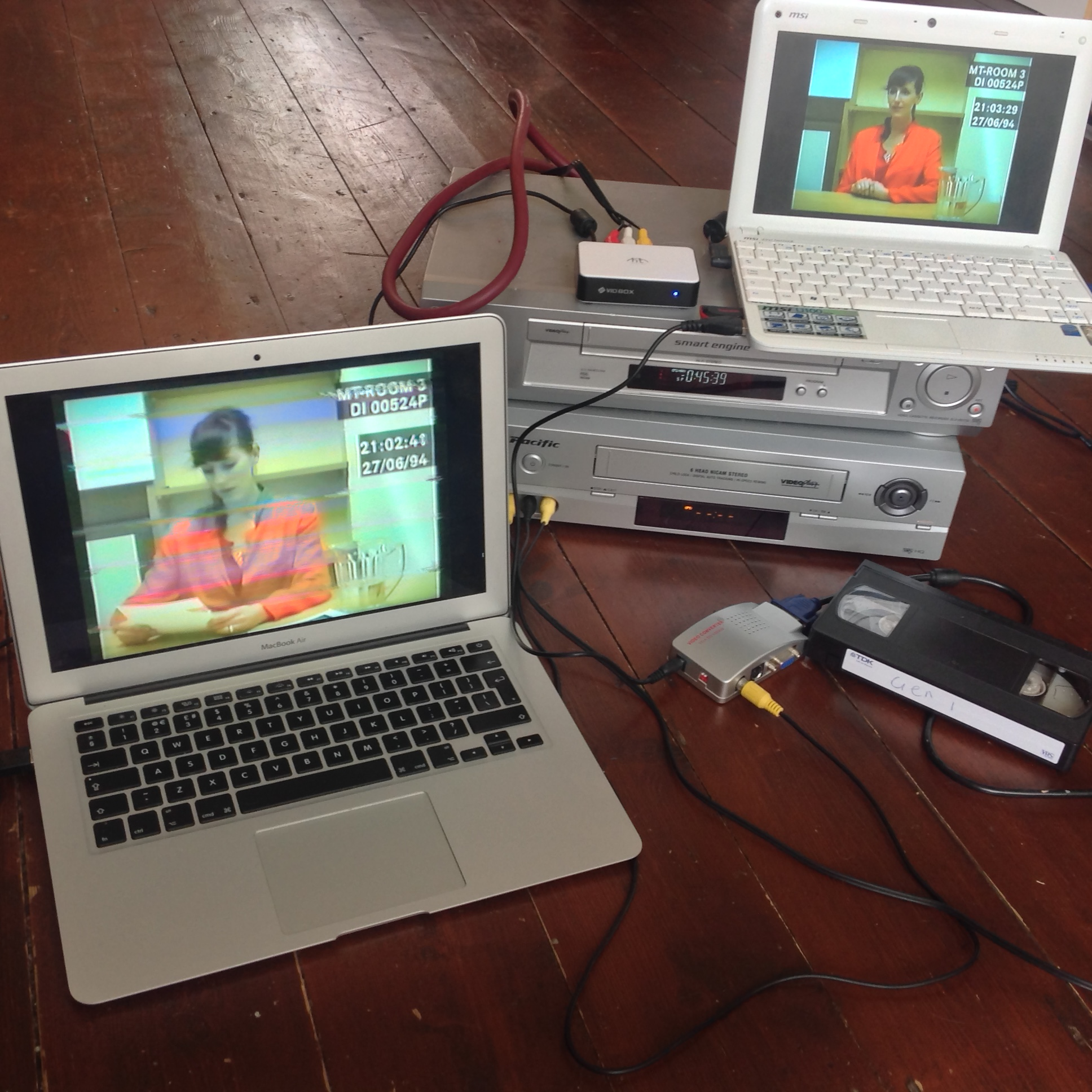
完成摄制后，巴洛将画面输进两台VHS播放器，之后将画面转进游戏。此举能让画面精准呈现1994年的年代质感。

构思好游戏的主要机制后，巴洛着手开发剧情，展开研究，“使（剧情）活灵活现”。为此，巴洛将剧本写入电子表格中，表格变得越来越大，他一打开它笔记本电脑便死机。他列出侦查中涉及的所有角色，包括他们的背景故事和议程。他将开发的一半时间花在制作绘制故事角色及事件详细文档上，还确定了警方询问的日期和嫌犯在询问中会做的事。一旦更为准确地确定游戏的概念，巴洛确保剧本融入“阴谋层面”，以便吸引玩家玩通关。巴洛经常用同义词更改台词，确保部分短片与不相关的词汇联系起来。撰写剧本时，还从大局上避开超自然主题，但意识到“稍微梦幻的超现实优势”会掺入其中。在创作剧本时，他经常发现他“以角色角度创作时文思泉涌”。他发现想出新的剧情思路很难，因为侦探小说在此前已经多次探讨。

### 音频
搜集用于游戏的音乐时，巴勒找了一些听起来“稍微过时”的歌曲。他认为克里斯·扎布里斯基的音乐勾起怀旧情怀
，有“现代化的锋刃”，便最终起用了他的八首歌曲。他认为音乐“强调‘计算机虚假世界’和游戏之间的隔阂”，还打算在游戏部分短片中融入塞弗特演唱的一首歌。最终选定的谋杀民谣《特瓦姐妹》带给他能触发游戏玄幻元素的感受。短片的“情感紧张度”同样会影响游戏音乐的变化。出于贴合游戏的目的，塞弗特和巴洛将民谣改写。巴洛将音效设计得“非常真实”。他利用旧键盘制造计算机的声效，借助按键的立体声平移纠正回放中的3D位置。

## 评价

### 专业评价
游戏获得评论家的好评。评论聚合网站Metacritic根据10条评论，给予iOS版91的平均分（满分100），表示“普遍好评”；同时又根据49条给Windows版打出表示“一般好评”的86分。Metacritic将游戏列入2015年发行的二十佳iOS和Windows游戏榜单，GameRankings则将游戏列入史上百佳iOS游戏榜单。获得好评的方面主要有游戏的剧情、塞弗特的演技和游戏机制。IGN的布莱恩·阿尔伯特（Brian Albert）称游戏是“多年来我玩过的最独一无二的游戏”，VideoGamer.com的斯蒂芬·伯恩斯（Steven Burns）称赞游戏是“本年度最出色最有趣的游戏之一”。石头、纸、猎枪的亚当·史密斯（Adam Smith）认为游戏“或许是有史以来最好的全动态影像游戏”。《华盛顿邮报》的迈克尔·汤姆森（Michael Thomsen）直言游戏“是电影和电子游戏的完美结合模式”。
评论家们称赞游戏的剧情。Game Informer的金伯利·华莱士（Kimberley Wallace）写道，剧情“支离破碎”的表达“表现得恰到好处”，赞赏剧情的微妙性和结局的不确定性。Polygon的梅根·法洛赫曼许（Megan Farokhmanesh）指出游戏“捕捉到真实犯罪的黑暗的、喜好偷窥的本质”。剧情的连贯性给《每日电讯报》的克里斯·希林（Chris Schilling）留下了深刻印象，“尽管乱序呈现”。Eurogamer的西蒙·帕金（Simon Parkin）认为剧情的效果不亚于一部优秀HBO惊悚剧，特别是在观众关注方面。然而，《好游戏》节目的史黛芬妮·本迪克森却对游戏早前透露出的巨大阴谋点感到失望，但表示这种感觉因人而异。
塞弗特在游戏中的演技获得了评论家们的高度赞扬。GameSpot的贾斯汀·克拉克（Justin Clark）认为表演“固定住了”游戏。冒险游戏玩家的凯蒂·史密斯（Katie Smith）则写道，塞弗特让角色有了说服力，特别是肢体语言等小细节上，不过不带情感确实吓人。Game Informer的华莱士给出了类似的评价，指出塞弗特“入戏”。《石头、纸、猎枪》的史密斯直言若缺乏塞弗特“令人信服”的演绎，“整部游戏会搞砸”。IGN的阿尔伯特称演技“可信”，称其“恰到好处地既接地气又荒谬”。Digital Spy的乔·唐纳利写道，塞弗特的表现有着启发同类游戏的潜力，而PC Gamer的安迪·凯利（Andy Kelly）表示演技“低调、现实且复杂”。VideoGamer.com的伯恩斯却认为塞弗特的演技给人的印象一般，指出有些地方的演绎很糟糕。

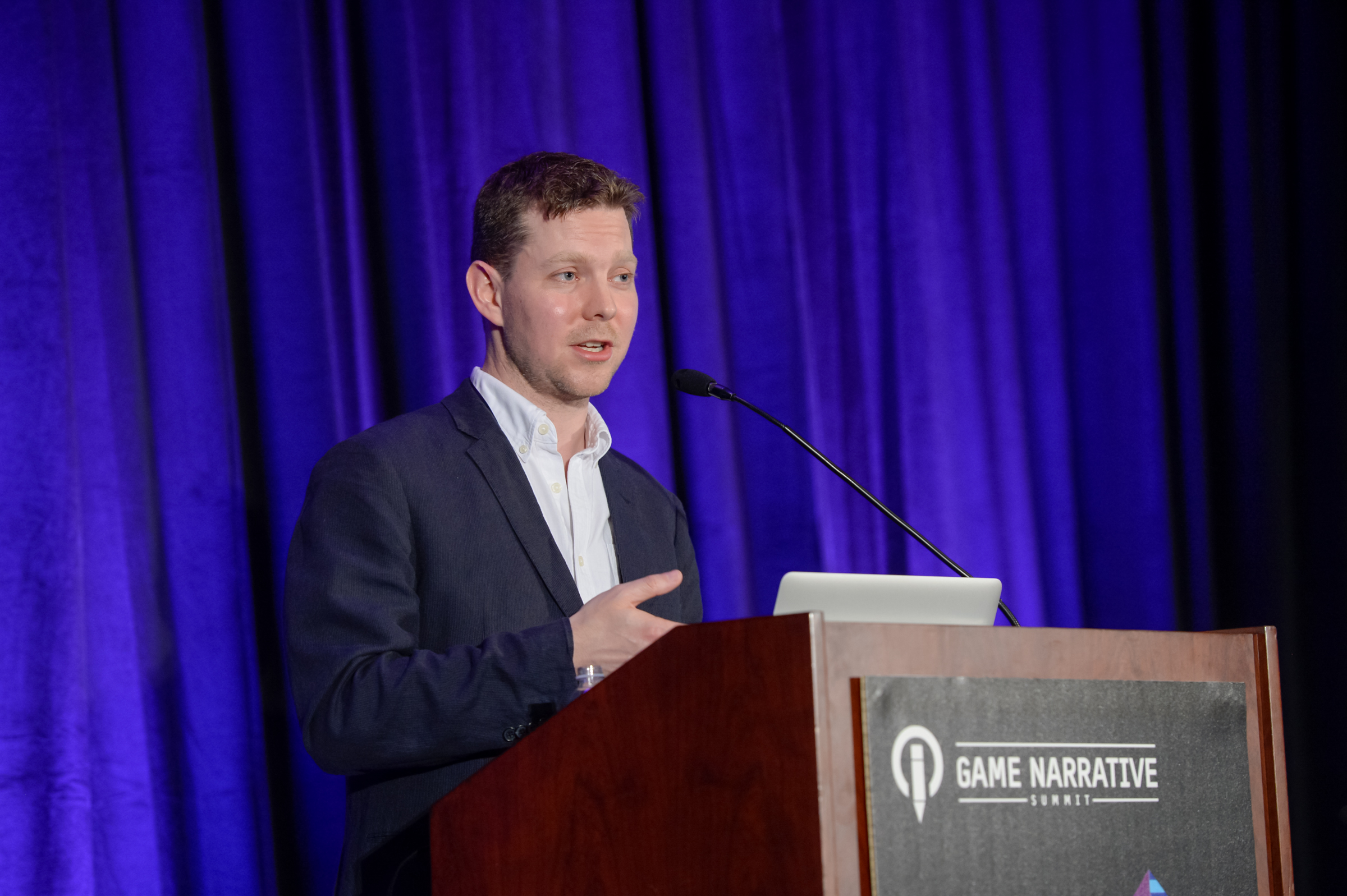
巴洛出席2016年游戏开发者大会

突破常规的游戏机制也获得评论家们的好评。Destructoid的劳拉·凯特·戴尔（Laura Kate Dale）认为游戏的节奏和结构辅助了剧情，而《Game Informer》的华莱士认为剧情关键点之间联系的产生非常有趣。VideoGamer.com的伯恩斯称赞游戏让玩家意识到自身的偏见，挑战“自我意识”的能力。IGN的阿尔伯特认为搜索工具“令人欣慰”，积极推进游戏节奏，而《华盛顿邮报》的汤姆森写道，数据库机制“在场景之间营造了思考的间隙”，让剧情“凄美且有力”。《好游戏》的本迪克森称桌面“恰到好处地复古风格”，“乍一看便着迷”。
截至2015年8月10日，游戏已售出10万多份，其中Windows版6万份，iOS版4万份。

### 奖项
游戏获得众多游戏媒体的提名及奖项，包括Polygon的年度游戏奖，石头、纸、猎枪和GameSpot的月度游戏奖。本作还夺得第33届金摇杆奖最佳突破奖、第12届英国游戏学院奖创新首秀游戏奖、《PC Gamer》杂志最原创游戏奖和独立游戏节塞尤玛斯·麦克纳利奖。在2015年游戏大奖上，本作夺得最佳剧情奖，主角塞弗特赢得最佳表演奖。本作在西南偏南游戏大奖上赢得年度手机游戏奖，在英国游戏学院奖上赢得手机及手持设备游戏奖，又因精彩的剧情和创新性在国际手机游戏大奖（International Mobile Gaming Awards）上斩获多项大奖、情感游戏奖（Emotional Games Awards）最佳手机及手持设备情感游戏奖。《卫报》则将本作列入2015年最佳iOS游戏。
| \| 日期 \| 大奖 \| 奖项 \| 提名者或提名者 \| 结果 \| 参考资料 \| \| -------------- \| ---------------------------------- \| ---------------------------- \| --------------------- \| ------ \| -------- \| \| 2015年7月7日 \| 《石头、纸、猎枪》七月月度游戏 \| 月度游戏 \| 《她的故事》 \| 獲獎 \| [57] \| \| 2015年7月8日 \| GameSpot2015年7月月度游戏 \| 月度游戏 \| 《她的故事》 \| 獲獎 \| [58] \| \| 2015年10月30日 \| 第33届金摇杆奖 \| 最佳突破奖 \| 《她的故事》 \| 獲獎 \| [59] \| \| 2015年11月27日 \| 2015年环球游戏奖 \| 最佳独立作品奖 \| 《她的故事》 \| 第三 \| [68] \| \| 2015年11月27日 \| 2015年环球游戏奖 \| 最佳剧情奖 \| 《她的故事》 \| 第四 \| [68] \| \| 2015年12月3日 \| 2015年游戏大奖 \| 最佳独立游戏奖 \| 《她的故事》 \| 提名 \| [63] \| \| 2015年12月3日 \| 2015年游戏大奖 \| 最佳剧情奖 \| 《她的故事》 \| 獲獎 \| [63] \| \| 2015年12月3日 \| 2015年游戏大奖 \| 创新游戏奖 \| 《她的故事》 \| 提名 \| [63] \| \| 2015年12月3日 \| 2015年游戏大奖 \| 最佳表演奖 \| 薇娃·塞弗特（英语：Viva Seifert） \| 獲獎 \| [63] \| \| 2015年12月4日 \| 《Vice》2015年20佳电子游戏 \| 最佳游戏奖 \| 《她的故事》 \| 第四 \| [69] \| \| 2015年12月15日 \| 《好游戏（英语：Good Game）》2015年年度奖 \| 年度游戏 \| 《她的故事》 \| 提名 \| [70] \| \| 2015年12月23日 \| 《PC Gamer》2015年年度游戏奖 \| 最原创游戏奖 \| 《她的故事》 \| 獲獎 \| [61] \| \| 2015年12月24日 \| 《卫报》2015年最佳iPhone及iPad游戏 \| 最佳游戏奖 \| 《她的故事》 \| 獲獎 \| [67] \| \| 2015年12月27日 \| Eurogamer2015年年度游戏奖 \| 最佳游戏奖 \| 《她的故事》 \| 第四 \| [71] \| \| 2015年12月28日 \| Ars Technica2015年最佳电子游戏奖 \| 最佳游戏奖 \| 《她的故事》 \| 第九 \| [72] \| \| 2015年12月31日 \| GamesRadar2015年年度游戏奖 \| 年度游戏 \| 《她的故事》 \| 第十三 \| [73] \| \| 2015年12月31日 \| 《Polygon》2015年年度游戏 \| 年度游戏 \| 《她的故事》 \| 獲獎 \| [56] \| \| 2016年1月1日 \| 《硬派玩家（英语：Hardcore Gamer）》2015年最佳奖 \| 最佳剧情奖 \| 《她的故事》 \| 提名 \| [74] \| \| 2016年1月6日 \| 《硬派玩家（英语：Hardcore Gamer）》2015年最佳奖 \| 最佳PC游戏奖 \| 《她的故事》 \| 提名 \| [75] \| \| 2016年1月9日 \| 《IGN》2015年最佳奖 \| 最具创新奖 \| 《她的故事》 \| 獲獎 \| [76] \| \| 2016年2月12日 \| 2016年情感游戏奖 \| 最佳手机及手持设备情感游戏奖 \| 《她的故事》 \| 獲獎 \| [66] \| \| 2016年2月12日 \| 2016年情感游戏奖 \| 最佳情感游戏奖 \| 《她的故事》 \| 提名 \| [77] \| \| 2016年2月12日 \| 2016年情感游戏奖 \| 最佳情感游戏设计奖 \| 《她的故事》 \| 提名 \| [77] \| \| 2016年2月18日 \| 第19届DICE奖 \| DICE精灵奖 \| 《她的故事》 \| 提名 \| [78] \| \| 2016年2月18日 \| 第19届DICE奖 \| 角色杰出成就奖 \| 汉娜·史密斯 \| 提名 \| [78] \| \| 2016年2月18日 \| 第19届DICE奖 \| 剧情杰出成就奖 \| 《她的故事》 \| 提名 \| [78] \| \| 2016年2月18日 \| 第19届DICE奖 \| 游戏设计杰出成就奖 \| 《她的故事》 \| 提名 \| [78] \| \| 2016年3月16日 \| 2016年国际移动游戏奖 \| Grand Prix奖 \| 《她的故事》 \| 獲獎 \| [65] \| \| 2016年3月16日 \| 2016年国际移动游戏奖 \| 优秀剧情奖 \| 《她的故事》 \| 獲獎 \| [65] \| \| 2016年3月16日 \| 2016年国际移动游戏奖 \| 优秀创新奖 \| 《她的故事》 \| 獲獎 \| [65] \| \| 2016年3月16日 \| 2016年游戏开发者选择奖 \| 创新奖 \| 《她的故事》 \| 獲獎 \| [79] \| \| 2016年3月16日 \| 2016年游戏开发者选择奖 \| 最佳手持设备/手机游戏奖 \| 《她的故事》 \| 獲獎 \| [79] \| \| 2016年3月16日 \| 2016年游戏开发者选择奖 \| 最佳剧情奖 \| 《她的故事》 \| 獲獎 \| [79] \| \| 2016年3月16日 \| 2016年独立游戏节 \| 塞尤玛斯·麦克纳利奖 \| 《她的故事》 \| 獲獎 \| [62] \| \| 2016年3月16日 \| 2016年独立游戏节 \| 优秀设计奖 \| 《她的故事》 \| 提名 \| [80] \| \| 2016年3月16日 \| 2016年独立游戏节 \| 优秀剧情奖 \| 《她的故事》 \| 獲獎 \| [62] \| \| 2016年3月16日 \| 2016年独立游戏节 \| 创新新游戏奖 \| 《她的故事》 \| 提名 \| [80] \| \| 2016年3月19日 \| 2016年西南偏南游戏奖 \| 年度手机游戏 \| 《她的故事》 \| 獲獎 \| [64] \| \| 2016年3月19日 \| 2016年西南偏南游戏奖 \| 马修·克伦普文化创新奖 \| 《她的故事》 \| 提名 \| [81] \| \| 2016年3月19日 \| 2016年西南偏南游戏奖 \| 优秀剧情奖 \| 《她的故事》 \| 提名 \| [81] \| \| 2016年3月19日 \| 2016年西南偏南游戏奖 \| 最不朽角色 \| 汉娜·史密斯 \| 提名 \| [81] \| \| 2016年4月7日 \| 第12届英国游戏学院奖（英语：12th British Academy Games Awards） \| 首秀游戏奖（英语：British Academy Video Games Award for Debut Game） \| 《她的故事》 \| 獲獎 \| [60] \| \| 2016年4月7日 \| 第12届英国游戏学院奖（英语：12th British Academy Games Awards） \| 移动及手持设备游戏奖 \| 《她的故事》 \| 獲獎 \| [60] \| \| 2016年4月7日 \| 第12届英国游戏学院奖（英语：12th British Academy Games Awards） \| 创新游戏奖 \| 《她的故事》 \| 獲獎 \| [60] \| \| 2016年4月7日 \| 第12届英国游戏学院奖（英语：12th British Academy Games Awards） \| 游戏设计奖（英语：British Academy Video Games Award for Game Design） \| 《她的故事》 \| 提名 \| [60] \| \| 2016年4月7日 \| 第12届英国游戏学院奖（英语：12th British Academy Games Awards） \| 剧情奖 \| 《她的故事》 \| 提名 \| [60] \| \| 2016年4月7日 \| 第12届英国游戏学院奖（英语：12th British Academy Games Awards） \| 原创内容奖 \| 《她的故事》 \| 提名 \| [60] \| \| 2016年4月7日 \| 第12届英国游戏学院奖（英语：12th British Academy Games Awards） \| 英国游戏奖 \| 《她的故事》 \| 提名 \| [60] \| |                                    |                              |                |        |          |
| 日期 | 大奖                               | 奖项                         | 提名者或提名者 | 结果   | 参考资料 |
| 2015年7月7日 | 《石头、纸、猎枪》七月月度游戏     | 月度游戏                     | 《她的故事》   | 獲獎   | [ 57 ]   |
| 2015年7月8日 | GameSpot2015年7月月度游戏          | 月度游戏                     | 《她的故事》   | 獲獎   | [ 58 ]   |
| 2015年10月30日 | 第33届金摇杆奖                     | 最佳突破奖                   | 《她的故事》   | 獲獎   | [ 59 ]   |
| 2015年11月27日 | 2015年环球游戏奖                   | 最佳独立作品奖               | 《她的故事》   | 第三   | [ 68 ]   |
| 2015年11月27日 | 2015年环球游戏奖                   | 最佳剧情奖                   | 《她的故事》   | 第四   | [ 68 ]   |
| 2015年12月3日 | 2015年游戏大奖                     | 最佳独立游戏奖               | 《她的故事》   | 提名   | [ 63 ]   |
| 2015年12月3日 | 2015年游戏大奖                     | 最佳剧情奖                   | 《她的故事》   | 獲獎   | [ 63 ]   |
| 2015年12月3日 | 2015年游戏大奖                     | 创新游戏奖                   | 《她的故事》   | 提名   | [ 63 ]   |
| 2015年12月3日 | 2015年游戏大奖                     | 最佳表演奖                   | 薇娃·塞弗特    | 獲獎   | [ 63 ]   |
| 2015年12月4日 | 《Vice》2015年20佳电子游戏         | 最佳游戏奖                   | 《她的故事》   | 第四   | [ 69 ]   |
| 2015年12月15日 | 《好游戏》2015年年度奖             | 年度游戏                     | 《她的故事》   | 提名   | [ 70 ]   |
| 2015年12月23日 | 《PC Gamer》2015年年度游戏奖       | 最原创游戏奖                 | 《她的故事》   | 獲獎   | [ 61 ]   |
| 2015年12月24日 | 《卫报》2015年最佳iPhone及iPad游戏 | 最佳游戏奖                   | 《她的故事》   | 獲獎   | [ 67 ]   |
| 2015年12月27日 | Eurogamer2015年年度游戏奖          | 最佳游戏奖                   | 《她的故事》   | 第四   | [ 71 ]   |
| 2015年12月28日 | Ars Technica2015年最佳电子游戏奖   | 最佳游戏奖                   | 《她的故事》   | 第九   | [ 72 ]   |
| 2015年12月31日 | GamesRadar2015年年度游戏奖         | 年度游戏                     | 《她的故事》   | 第十三 | [ 73 ]   |
| 2015年12月31日 | 《Polygon》2015年年度游戏          | 年度游戏                     | 《她的故事》   | 獲獎   | [ 56 ]   |
| 2016年1月1日 | 《硬派玩家》2015年最佳奖           | 最佳剧情奖                   | 《她的故事》   | 提名   | [ 74 ]   |
| 2016年1月6日 | 《硬派玩家》2015年最佳奖           | 最佳PC游戏奖                 | 《她的故事》   | 提名   | [ 75 ]   |
| 2016年1月9日 | 《IGN》2015年最佳奖                | 最具创新奖                   | 《她的故事》   | 獲獎   | [ 76 ]   |
| 2016年2月12日 | 2016年情感游戏奖                   | 最佳手机及手持设备情感游戏奖 | 《她的故事》   | 獲獎   | [ 66 ]   |
| 2016年2月12日 | 2016年情感游戏奖                   | 最佳情感游戏奖               | 《她的故事》   | 提名   | [ 77 ]   |
| 2016年2月12日 | 2016年情感游戏奖                   | 最佳情感游戏设计奖           | 《她的故事》   | 提名   | [ 77 ]   |
| 2016年2月18日 | 第19届DICE奖                       | DICE精灵奖                   | 《她的故事》   | 提名   | [ 78 ]   |
| 2016年2月18日 | 第19届DICE奖                       | 角色杰出成就奖               | 汉娜·史密斯    | 提名   | [ 78 ]   |
| 2016年2月18日 | 第19届DICE奖                       | 剧情杰出成就奖               | 《她的故事》   | 提名   | [ 78 ]   |
| 2016年2月18日 | 第19届DICE奖                       | 游戏设计杰出成就奖           | 《她的故事》   | 提名   | [ 78 ]   |
| 2016年3月16日 | 2016年国际移动游戏奖               | Grand Prix奖                 | 《她的故事》   | 獲獎   | [ 65 ]   |
| 2016年3月16日 | 2016年国际移动游戏奖               | 优秀剧情奖                   | 《她的故事》   | 獲獎   | [ 65 ]   |
| 2016年3月16日 | 2016年国际移动游戏奖               | 优秀创新奖                   | 《她的故事》   | 獲獎   | [ 65 ]   |
| 2016年3月16日 | 2016年游戏开发者选择奖             | 创新奖                       | 《她的故事》   | 獲獎   | [ 79 ]   |
| 2016年3月16日 | 2016年游戏开发者选择奖             | 最佳手持设备/手机游戏奖      | 《她的故事》   | 獲獎   | [ 79 ]   |
| 2016年3月16日 | 2016年游戏开发者选择奖             | 最佳剧情奖                   | 《她的故事》   | 獲獎   | [ 79 ]   |
| 2016年3月16日 | 2016年独立游戏节                   | 塞尤玛斯·麦克纳利奖          | 《她的故事》   | 獲獎   | [ 62 ]   |
| 2016年3月16日 | 2016年独立游戏节                   | 优秀设计奖                   | 《她的故事》   | 提名   | [ 80 ]   |
| 2016年3月16日 | 2016年独立游戏节                   | 优秀剧情奖                   | 《她的故事》   | 獲獎   | [ 62 ]   |
| 2016年3月16日 | 2016年独立游戏节                   | 创新新游戏奖                 | 《她的故事》   | 提名   | [ 80 ]   |
| 2016年3月19日 | 2016年西南偏南游戏奖               | 年度手机游戏                 | 《她的故事》   | 獲獎   | [ 64 ]   |
| 2016年3月19日 | 2016年西南偏南游戏奖               | 马修·克伦普文化创新奖        | 《她的故事》   | 提名   | [ 81 ]   |
| 2016年3月19日 | 2016年西南偏南游戏奖               | 优秀剧情奖                   | 《她的故事》   | 提名   | [ 81 ]   |
| 2016年3月19日 | 2016年西南偏南游戏奖               | 最不朽角色                   | 汉娜·史密斯    | 提名   | [ 81 ]   |
| 2016年4月7日 | 第12届英国游戏学院奖               | 首秀游戏奖                   | 《她的故事》   | 獲獎   | [ 60 ]   |
| 2016年4月7日 | 第12届英国游戏学院奖               | 移动及手持设备游戏奖         | 《她的故事》   | 獲獎   | [ 60 ]   |
| 2016年4月7日 | 第12届英国游戏学院奖               | 创新游戏奖                   | 《她的故事》   | 獲獎   | [ 60 ]   |
| 2016年4月7日 | 第12届英国游戏学院奖               | 游戏设计奖                   | 《她的故事》   | 提名   | [ 60 ]   |
| 2016年4月7日 | 第12届英国游戏学院奖               | 剧情奖                       | 《她的故事》   | 提名   | [ 60 ]   |
| 2016年4月7日 | 第12届英国游戏学院奖               | 原创内容奖                   | 《她的故事》   | 提名   | [ 60 ]   |
| 2016年4月7日 | 第12届英国游戏学院奖               | 英国游戏奖                   | 《她的故事》   | 提名   | [ 60 ]   |

## 续集
2016年1月，巴洛证实续集正以创作名称《她的故事2》开发。巴洛表示续集将是本作的“精神续作”，尽管叙事与首部毫不相干，但全动画视频会继续充当游戏系统中心元素。